# Șeitin
Șeitin – wieś w Rumunii, w okręgu Arad, w gminie Șeitin. W 2011 roku liczyła 2936 mieszkańców. 